# آزمون هوش

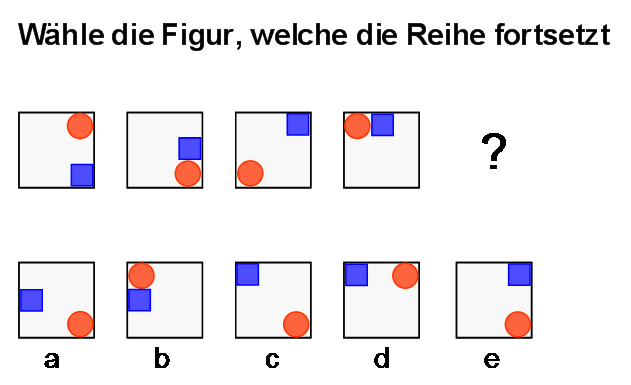
کدام شکل در ردیف پایین به‌طور معنی‌داری ردیف بالا را ادامه می‌دهد؟ یک مثال معمولی از آزمون ماتریس. این نمونه ای از یک مورد از آزمون توانایی شناختی (هوش) است. این با تغییر اساسی یک مورد از یک آزمایش پرکاربرد ساخته شد. این آیتم برای ارزیابی توانایی تشخیص سری‌های فیگولار طراحی شده‌است. پاسخ صحیح d است.

آزمون هوش یا تست هوش، مجموعه‌ای از وظایف که برای اندازه‌گیری ظرفیت انتزاع‌سازی، یادگیری و رویارویی با موقعیت‌های جدید طراحی شده‌اند.یک ابزار تشخیص روانشناختی است که برای اندازه‌گیری هوش افراد استفاده می‌شود. از آنجایی که هوش به‌طور متفاوتی تعریف می‌شود، انواع مختلفی از تست‌های هوش وجود دارد. فرض بر این است که تفاوت در عملکرد در آزمون‌های هوش نیز منعکس کننده تفاوت در عملکرد شناختی در زندگی روزمره است.

## پیشینه
اولین آزمون هوش توسط فرانسوی آلفرد بینه ابداع شد. آلفرد بینه یک روان‌شناس فرانسوی بود که بیشتر به خاطر ایجاد اولین آزمون هوشی پرکاربرد، به نام «تست بینه-سایمون» شناخته می‌شود. این آزمایش پس از آن آغاز شد که دولت فرانسه به بینه دستور داد تا ابزاری بسازد که بتواند دانش آموزان مدرسه ای را که نیاز به مطالعات جداگانه دارند شناسایی کند. آنها با همکارش تئودور سایمون مقیاس هوش بینه-سایمون را ایجاد کردند. لوئیس ترومن بعداً مقیاس را اصلاح کرد و آزمون را با آزمودنی‌هایی که از یک نمونه آمریکایی گرفته شده بود استاندارد کرد و این آزمون به «مقیاس هوش استانفورد-بینه» معروف شد. این تست هنوز هم امروزه مورد استفاده قرار می‌گیرد و یکی از پرکاربردترین تست‌های هوش است. تست هوش استنفور-بینه به دلیل گستردگی دوره سنی که میتوان از آن استفاده کرده یعنی بازه سنی ۲ سال تا ۹۹ سال یکی از بهترین تست‌های موجود جهت سنجش هوش و سن ذهنی افراد به‌ویژه کودکان است.

## هوش عمومی
هوش به عنوان هدف اندازه‌گیری در این آزمون‌ها، موضوعی است که نمی‌توان مستقیماً آن را اندازه‌گیری کرد. به عنوان مثال هوش با قد انسان تفاوت دارد، تعیین هوش با استفاده از آزمون‌های هوش همیشه در معرض خطای اندازه‌گیری است. هیچ آزمون هوشی وجود ندارد که تمام زمینه‌های هوش را پوشش دهد. به گفته وزارت آموزش و تحقیقات فدرال آلمان، آزمون‌های مختلف بسته به نظریه اساسی و ترکیب وظایف، حوزه‌های هوشی کم و بیش متفاوتی را پوشش می‌دهند. در برخی از آزمون‌ها، عملکرد [...] بیشتر به دانش قبلی وابسته است، در حالی که در برخی دیگر این موضوع استقلال بیشتری از آموزش دارد. برخی از آزمون‌ها فقط یک بخش از هوش را اندازه‌گیری می‌کنند (مثلاً تفکر منطقی انتزاعی)، برخی دیگر انواع توانایی‌های مختلف را اندازه‌گیری می‌کنند [...]. با این وجود، نتیجه تقریباً همه آزمون‌ها به صورت بهره هوشی (IQ) بیان می‌شود.
سایر ابعاد شخصیتی ضروری، مانند هوش هیجانی، با آزمون هوش اندازه‌گیری نمی‌شوند.

## انواع آزمون هوش
آزمون‌های هوش هر کدام مربوط به یک نظریه هوش هستند که باید هنگام تفسیر نتیجه مورد توجه قرار گیرند. بر این اساس، آزمون‌هایی گوناگونی برای سنجش هوش عمومی یا مؤلفه‌های (عوامل، ابعاد) هوش وجود دارد.

### تست بینه سایمون
آلفرد بینه و تئودور سایمون اولین تست هوش قابل استفاده را در سال ۱۹۰۵ توسعه دادند که ایده‌های اساسی آن را می‌توان در تمام تست‌های مدرن یافت. آزمون بینه سایمون شامل یک سری تکالیف (آزمون‌های فرعی) فردی اما متنوع بود. تکالیف دارای سطح دشواری فزاینده‌ای بودند تا بتوانند با دقت هر چه بیشتر برای گروه سنی مربوط قابل حل باشند. برخی از وظایف خود بیانگر سؤالات و مسائل ساده روزمره هستند. اولین آزمایش‌ها همچنین شامل اندازه‌گیری حافظه بود. برای انجام آزمون نیاز به درک دستورالعمل‌های شفاهی بود. این منجر به انتقاد روش‌شناختی موجهی می‌شود که افرادی که این دستورالعمل‌ها را نمی‌فهمند یا آن‌ها را به اندازه کافی درک نمی‌کنند، تنها به همین دلیل در یک آزمون هوش بدتر عمل می‌کنند.

### هوش عمومی
چارلز اسپیرمن روان‌شناس بریتانیایی نظریه عاملی هوش را در روان‌شناسی در سال ۱۹۰۴ پایه‌گذاری کرد .هوش عمومی به نظریه چارلز اسپیرمن اشاره دارد. برای این منظور، برای مثال، ماتریس‌های پیش‌رونده ریون توسط جان سی ریون استفاده می‌شود.

### ماتریس‌های پیش‌رونده ریون
در سال ۱۹۳۸، جان سی ریون یک روش مستقل از فرهنگ و بدون زبان به نام ماتریس‌های پیشرونده ریون را توسعه داد، که هدف آن حذف سوگیری‌ها برای آزمودنی‌ها از فرهنگ‌های خارجی بود. با این حال، این امید برای آزمون‌های کاملاً مستقل از فرهنگ برآورده نشده‌است، زیرا منتقدان آزمون‌های هوش دلایل خوبی ارائه کرده‌اند که سبک‌های تفکر متفاوت فرهنگی و تجربیات فرهنگی را نمی‌توان تنها به تفاوت‌های زبانی تقلیل داد. معلوم شد که مقدار باقیمانده ای از «آشفتگی فرهنگی» حتی در آزمون‌های عمدتاً بدون زبان باقی می‌ماند.
در این تست مجموعه ای از تصاویر به فرد ارائه می‌شود که باید جای خالی را با تصاویر پیشنهادی درست پر نماید. این تست که در جنگ جهانی برای غربالگری افراد نیز مورد استفاده شده‌است، آزمون بسیار مشهوری برای سنجش هوش عمومی (عامل g) فرد می‌باشد.
به عقیده ریموند کتل هوش دارای دو جنبه هوش سیال و متبلور است؛ «هوش سیال» وابسته به زمینه ژنتیکی زیستی فرد است و «هوش متبلور» تحت تأثیر آموزش و فرهنگ است. این آزمون هوش سیال را اندازه‌گیری می‌کند. مردم اغلب ادعا می‌کنند که به نظر می‌رسد هوش آنها با افزایش سن کاهش می‌یابد. با این حال، تحقیقات نشان می‌دهد که در حالی که هوش سیال پس از نوجوانی شروع به کاهش می‌کند، هوش متبلور در طول بزرگسالی همچنان افزایش می‌یابد. ماتریس‌های پیش‌رونده ریون یکی از رایج‌ترین معیارهای سنجش توانایی سیال است. این تست یک آزمون چند گزینه ای غیر کلامی است.

### هوش کلامی و عملی
این تقسیم‌بندی بر اساس مفهوم هوش دیوید وکسلر است که «هوش را به عنوان توانایی ترکیبی یا جهانی فرد برای عمل هدفمند، تفکر منطقی و برخورد مؤثر با محیط خود» توصیف می‌کند. تقسیم هوش به هوش کلامی و عملی که وکسلر در نسخه اصلی انجام داد، تنها یکی از تقسیم‌بندی‌های ممکن این ساختار پیچیده‌است. هیچ مبنای نظری ندارد، بلکه انگیزه عملگرایانه دارد؛ بنابراین مفاهیم جایگزین به هیچ وجه مستثنی نیستند.
مجموعه آزمون بهره هوشی وکسلر، که در دهه ۱۹۵۰ توسعه یافت، دانش عمومی، واژگان، تفکر محاسباتی، دریافت سمعی و بصری و توانایی انتزاع را در یازده آزمون فرعی بررسی می‌کند. «تست هوش هامبورگ-وکسلر برای بزرگسالان» (WIE، سابقاً HAWIE)، که توسط روان‌شناس هامبورگ اصلاح شده‌است، اکنون یک آزمون رایج برای افراد بین ۱۶ تا ۷۴ سال است. به‌طور مشابه، آزمایشی برای کودکان بین ۶ تا ۱۶ سال وجود دارد (WISC، سابقاً HAWIK). ویرایش دیگری از سال ۱۹۸۳ با یک "-R" ضمیمه نشان داده شده‌است. آزمون کودکان اکنون در نسخه اصلاح شده بیشتر (WISC-IV، آخرین ویرایش ۲۰۱۰) در دسترس است.  مقیاس هوشی پیش دبستانی و ابتدایی وکسلر (WPPSI-III، آخرین ویرایش ۲۰۱۱)، که قبلاً با نام «آزمون هوش هانوفر-وکسلر برای سن پیش‌دبستانی» (HAWIVA) در دسترس بود، همچنین امکان تست کودکان بین ۳ سال تا ۷ سال و ۲ ماه.